# Fiellojaure
Fiellojaure är en sjö i Sorsele kommun i Lappland och ingår i Umeälvens huvudavrinningsområde. Sjön har en area på 1,02 kvadratkilometer och ligger 738,2 meter över havet. Fiellojaure ligger i Vindelfjällen Natura 2000-område. Sjön avvattnas av vattendraget Fiellarjukke.

## Delavrinningsområde
Fiellojaure ingår i det delavrinningsområde (732523-149579) som SMHI kallar för Utloppet av Fiellojaure. Medelhöjden är 861 meter över havet och ytan är 11,52 kvadratkilometer. Räknas de 2 avrinningsområdena uppströms in blir den ackumulerade arean 31,25 kvadratkilometer. Fiellarjukke som avvattnar avrinningsområdet har biflödesordning 5, vilket innebär att vattnet flödar genom totalt 5 vattendrag innan det når havet efter 431 kilometer. Avrinningsområdet består mestadels av kalfjäll (88 procent). Avrinningsområdet har 1,41 kvadratkilometer vattenytor vilket ger det en sjöprocent på 12,3 procent.